# Dramane Sereme
Dramane Sereme (* 23. Mai 1942) ist ein ehemaliger malischer Leichtathlet.

## Werdegang
Sereme nahm im Jahr 1964 in Tokio bei der ersten Teilnahme seines Landes an den Olympischen Spielen im Zehnkampf teil. Er erreichte den 18. Platz.